# Cantons del Loira Atlàntic
Els Cantons del Loira Atlàntic (País del Loira) fins al 2015 eren 59 i s'agrupaven en 4 districtes:
- Districte d'Ancenis (sotsprefectura d'Ancenis) dividida en 5 cantons:

cantó d'Ancenis - cantó de Ligné - cantó de Riaillé - cantó de Saint-Mars-la-Jaille - cantó de Varades
- Districte de Châteaubriant (sotsprefectura de Châteaubriant) dividida en 10 cantons:

cantó de Blain - cantó de Châteaubriant - cantó de Derval - cantó de Guémené-Penfao - cantó de Moisdon-la-Rivière - cantó de Nort-sur-Erdre - cantó de Nozay - cantó de Rougé - cantó de Saint-Julien-de-Vouvantes - cantó de Saint-Nicolas-de-Redon
- Districte de Nantes (prefectura de Nantes) dividida en 29 cantons (dels quals 11 són per a Nantes):

cantó d'Aigrefeuille-sur-Maine - cantó de Bouaye - cantó de Carquefou - cantó de la Chapelle-sur-Erdre - cantó de Clisson - cantó de Legé - cantó de Le Loroux-Bottereau - cantó de Machecoul - cantó de Nantes-1 - cantó de Nantes-2 - cantó de Nantes-3 -
cantó de Nantes-4 - cantó de Nantes-5 - cantó de Nantes-6 - cantó de Nantes-7 - cantó de Nantes-8 - cantó de Nantes-9 - cantó de Nantes-10 - cantó de Nantes-11 - cantó d'Orvault - cantó de Le Pellerin - cantó de Rezé - cantó de Saint-Étienne-de-Montluc - cantó de Saint-Herblain-Est - cantó de Saint-Herblain-Oest-Indre - cantó de Saint-Philbert-de-Grand-Lieu - cantó de Vallet - cantó de Vertou - cantó de Vertou-Vignoble
- Districte de Saint-Nazaire (sotsprefectura de Saint-Nazaire) dividida en 15 cantons (dels quals 3 són per a Saint-Nazaire):

cantó de la Baule-Escoublac - cantó de Bourgneuf-en-Retz - cantó de Le Croisic - cantó de Guérande - cantó d'Herbignac - cantó de Montoir-de-Bretagne - cantó de Paimbœuf - cantó de Pontchâteau - cantó de Pornic - cantó de Saint-Gildas-des-Bois - cantó de Saint-Nazaire-Centre - cantó de Saint-Nazaire-Est - cantó de Saint-Nazaire-Oest - cantó de Saint-Père-en-Retz - cantó de Savenay
L'any 2015 va entrar en vigor una redistribució cantonal i van passar a ser els 31 cantons següents:
| - Ancenis - La Baule-Escoublac - Blain - Carquefou - La Chapelle-sur-Erdre - Châteaubriant - Clisson - Guémené-Penfao - Guérande - Machecoul | - Nantes-1 - Nantes-2 - Nantes-3 - Nantes-4 - Nantes-5 - Nantes-6 - Nantes-7 - Nort-sur-Erdre - Pontchâteau - Pornic | - Rezé-1 - Rezé-2 - Saint-Brevin-les-Pins - Saint-Herblain-1 - Saint-Herblain-2 - Saint-Nazaire-1 - Saint-Nazaire-2 - Saint-Philbert-de-Grand-Lieu - Saint-Sébastien-sur-Loire - Vallet - Vertou |